# Ischia
Ischia ([ískja], neapeljsko [ˈiʃkjə]) je vulkanski otok v Tirenskem morju. Leži na severnem koncu Neapeljskega zaliva, približno 30 kilometrov od mesta Neapelj. Je največji izmed Flegrejskih otokov, trapezne oblike, meri približno 10 km od vzhoda proti zahodu in 7 km od severa proti jugu ter ima približno 34 km obale in površino 46,3 km². Skoraj v celoti je gorata, najvišji vrh je Monte Epomeo (788 m). Otok je zelo gosto poseljen, s 60 000 prebivalci (več kot 1300 prebivalcev na kvadratni kilometer). 
Ischia je ime glavne občine na otoku. Druge so Barano d'Ischia, Casamicciola Terme, Forio, Lacco Ameno in Serrara Fontana.

### Prireditve
Na otoku poteka junija ali julija Ischia Film Festival, mednarodno tekmovanje filmov, ki namenjajo posebno pozornost pokrajini in kulturni identiteti krajev, v katerih so bili posneti.